# 欧洲湖鸟龙属
欧洲湖鸟龙（学名：Eurolimnornis）是一个早白垩世翼龙目单型属。唯一已知物种科内特欧洲湖鸟龙（E. corneti）最初被鉴定为一个原始但本质上是现代鸟类（甚至一种疑似䴙䴘祖先的早期今颚类）的物种，但后期理论认为它是种非近鸟类的兽脚类或翼龙。2012年发表的化石遗骸重新评估支持翼龙这一鉴定结果。
正模标本兼唯一已知材料（MTCO-P 7896）是一块右肱骨远端碎片，最初被认为属于与科内特古驰鸟龙标本相同的物种，而后者可能是该属的异名，曾经也被鉴定为鸟类。
遗骸发现于罗马尼亚奥拉迪亚附近科内特的贝里亚阶（约1.43亿年前）沉积物中。欧洲湖鸟龙栖息于皮埃蒙特-利古里亚洋东部一片由火山岛及珊瑚岛组成的群岛上。其栖息地属多山的喀斯特地形，拥有众多淡水和／或半咸水河流、湖泊及沼泽。由于该群岛位于北纬35°附近，故气候比现在更加温暖湿润，与今天的加勒比或印度尼西亚大致相似。